# داريل بي. لوند
داريل بي. لوند (بالإنجليزية: Daryl B. Lund)‏ هو مهندس أمريكي، ولد في 1941 في كاليفورنيا في الولايات المتحدة.